# Mie Bjørndal Ottestad
Mie Bjørndal Ottestad (17 luglio 1997) è una ciclista su strada e ciclocrossista norvegese che corre per l'Uno-X Mobility.

## Palmarès

### Strada
- 2020 (Dilettanti, una vittoria)

Campionati norvegesi, prova in linea
- 2023 (Uno-X Pro Cycling Team, due vittorie)

5ª tappa Vuelta a Andalucía (Estepona > Castellar de la Frontera)
Campionati norvegesi, prova a cronometro
- 2024 (Uno-X Mobility, due vittorie)

Classifica generale Tour de Normandie
Campionati norvegesi, prova in linea
- 2025 (Uno-X Mobility, quattro vittorie)

2ª tappa Vuelta Extremadura (Quintana de la Serena > Valdefuentes)
2ª tappa Vuelta a Burgos (Villalba de Duero > Roa de Duero)
2ª tappa Tour of Norway (Stavanger > Stavanger)
Classifica generale Tour of Norway

#### Altri successi
- 2025 (Uno-X Mobility)

Classifica punti Vuelta Extremadura
Classifica punti Tour of Norway

### Cross
- 2019-2020

Campionati norvegesi, Elite
- 2021-2022

Føyka KROSS
Campionati norvegesi, Elite
- 2023-2024

Campionati norvegesi, Elite

## Piazzamenti

### Grandi Giri
- Giro d'Italia

2024: 24ª
- Tour de France

2022: 17ª
2023: non partita (5ª tappa)
2024: 29ª

### Competizioni mondiali
- Campionati del mondo

Imola 2020 - In linea Elite: non partita
Zurigo 2024 - Cronometro Elite: 12ª
Zurigo 2024 - In linea Elite: 37ª

### Competizioni europee
- Campionati europei

Tartu 2015 - In linea Junior: 67ª
Brno 2018 - In linea Under-23: ritirata
Trento 2021 - In linea Elite: 29ª